# Enchodes sericea
Enchodes sericea là một loài bọ cánh cứng trong họ Melandryidae. Loài này được Haldeman miêu tả khoa học năm 1848.